# Fried-Foxgambiet
Het Fried-Foxgambiet is bij het schaken een variant van de Aljechin opening met de beginzetten 1.e4 Pf6 2.Lc4 Pe4
Eco-code B 02.